# Prytanée militaire de Guinée
Pour les articles homonymes, voir Prytanée militaire.
Le Prytanée militaire de Guinée en abrégé PMG, est un établissement d'enseignement secondaire guinéen dépendant du chef d’État-major général des armées et situé au sein du Camp Alpha Yaya Diallo de Conakry,.
Il regroupe les meilleurs élèves de la république de Guinée étant donné que ces derniers se sont distingués lors d'un concours très sélectif organisé dans tout le territoire guinéen. Ainsi, 50 élèves sont choisis chaque année parmi les candidats.

## Historique
L'École des enfants de troupe de Guinée fut créée le 14 novembre 2022, elle accueillit ses premiers élèves la même année scolaire. La mission assignée à cette école est de répondre aux besoins en cadres disposant d'une formation intellectuelle, technique et l'art militaire.
Elle a été inaugurée le lundi 9 janvier 2023 par le président Mamadi Doumbouya, pour la première promotion parmi plus de 200 candidats, seuls  50 élevés sont admis dont 15 filles.
le 18 avril 2023, 48 élèves de la première promotion ont reçu leurs statuts d'enfant de troupe, en présence des chefs d'États Paul Kagame et Mamadi Doumbouya.
Le 14 août 2023 à Tabily, dans la Préfecture de Coyah, le gouvernement a procédé à la pose de la première pierre de la construction de l'école du prytanée militaire de Guinée (actuellement situé au camp Alpha Yaya de Conakry) sur un domaine de 15 hectares.

### Statistiques des élèves
| Années    | Candidats | admis | filles |
| --------- | --------- | ----- | ------ |
| 2022-2023 | 200       | 50    | 15     |
| 2023-2024 | 196       | 38    |        |

### Historique des directeurs
| N° | Nom et prénoms            | titre     | Date de début    | Date de fin |
| -- | ------------------------- | --------- | ---------------- | ----------- |
| 01 | Commandant Lansana Fofana | Directeur | 14 novembre 2022 | En cours    |